# Анапская бухта
Анапская бухта — бухта в северо-восточной части Чёрного моря. Ограничена с юго-запада Анапским мысом.
Бухта формирует береговую линию черноморского побережья современного города Анапа. Представляет собой остаток некогда обширного Анапского залива, заиление большей части территории которого наносной деятельностью предгорных рек завершилось к концу XIX века. Большую часть бывшего залива теперь занимают Анапские плавни, которые с бухтой соединяет небольшой водоток с переменным течением — река Анапка, прорезающая Анапскую косу. В настоящее время в бухте расположены яхт-клуб и морской порт города Анапы.

## География
Побережье в районе Анапской бухты постепенно повышается при движении с севера на юг, так как низменные песчаные пляжи высотой 2—3 м постепенно переходят в возвышенность с галечными наносами и уступами высотой до 23 м. Прозрачность воды также повышается при движении с севера на юг. В воде бухты до сих пор обнаруживаются остатки древнегреческих амфор. Южный, углубленный участок бухты, упирающийся в предгорья Кавказа, называется Малая бухта, а её побережье — «Высокий берег». Здесь располагаются кафе и набережные. В районе устья реки Анапка расположен Центральный пляж Анапы.
По данным 1881 года глубина бухты достигала 10,7 метра (35 футов) между расположенными к северу от мыса мелями и берегом.

## История
На берегу Анапской бухты существовали античные поселения Синдская Гавань, Горгиппия и генуэзская колония Мапа

## Флора и фауна
Среднемноголетняя численность фитопланктона бухты составляет 165 тысяч клеток/л, его биомасса — 0,52 г/м³. Значительную часть фитопланктона (более половины) составляют различные виды диатомовых водорослей, второе место занимают динофитовые водоросли.
Из макрофитов распространены кладофора, ульва и красная водоросль хордария. Всего в выбросах на берег обнаружено 55 видов водорослей
Донная фауна бухты представлена моллюсками донаксом обрезанным, достигающим плотности 250—300 шт/м², лентидиумом средиземноморским, в более глубоких местах — венеркой и венозной рапаной
Анапская бухта имеет важное значение для местной, а также перелётной фауны. Зимой вода в Анапских плавнях обычно замерзает, поэтому в незамерзающую бухту из плавней перелетают лебеди и другие водоплавающие птицы.

## Использование человеком
В Анапской бухте расположен морской водный стадион, на побережье проводятся чемпионаты по волейболу и пляжному футболу.